# Ендокраніум
Ендокра́ніум (від ендо… — всередині, грец. κρανιον, латиніз. kranion — «череп») — компоненти черепа хребетних, що розвиваються безпосередньо з ембріонального хрящового черепа (хондрокраніума).